# Нафтохімічний комплекс у Хайфі
Нафтохімічний комплекс у Хайфі — майданчик нафтохімічного спрямування в Ізраїлі у середземноморському портовому місті Хайфа. Станом на другу половину 2010-х років це виробництво, яке належить компанії Carmel Olefins (частина BAZAN group, котра також володіє нафтопереробним заводом у Хайфі), є єдиним у своєму типі в країні.
Ще з 1964 року компанія Israel Petrochemical Enterprises здійснювала в Хайфі виробництво поліетилену. А у 1979-му BAZAN group запустила неподалік установку парового крекінгу (піролізу), яка виробляла необхідну для полімеризації сировину — етилен. Спершу піролізне виробництво могло продукувати 130 тисяч тонн цього олефіну на рік, але вже на початку 1990-х показник збільшили до 150 тисяч тонн, а невдовзі довели до 200 тисяч. На той час власники лінії полімеризації та крекінг-установки вже об'єднали ці бізнеси у спільній компанії Carmel Olefins (100 % участі в якій у 2008-му викупила BAZAN group).
На початку 2000-х Carmel Olefins могла виробляти 165 тисяч тонн поліетилену та 200 тисяч тонн поліпропілену на рік. Необхідний для останнього пропілен переважно (120 тисяч тонн на рік) продукувала все та ж піролізна установка, яка працює на доволі важкій нафтохімічній сировині — газовий бензин (naphtha, 80 %) зі значно меншою часткою пропану та бутану (по 10 %). Всі вони постачаються з НПЗ Хайфи.
Чергова модернізація у 2007-му збільшила потужність виробництва до 240 тисяч тонн по етилену (максимально — до 300 тисяч тонн) та 165 тисяч тонн по пропілену. При цьому Carmel Olefins зосередилась на нарощуванні випуску поліпропілену, спорудивши другу лінію потужністю 250 тисяч тонн (загальний показник майданчику відповідно досяг 450 тисяч тонн). При цьому поліпропіленове виробництво тепер споживало третину етилену — 20 тисяч тонн напряму, а ще 60 тисяч тонн через установку метатези олефінів. Остання, введена в експлуатацію у тому ж 2007 році, виробляла 180 тисяч тонн пропілену з двох інших олефінів — більш легкого етилену та більш важкого бутилену, виділеного з газів усе того ж нафтопереробного заводу (можливо відзначити, що процес метатези олефінів використовується доволі рідко, наприклад, на установці у техаському Порт-Артурі).
Отримані під час парового крекінгу ароматичні вуглеводні (фракція С6 — С8 — бензол, толуол, ксилол) виділяють та передають компанії Gadiv (інша дочірня структура BAZAN group).